# فيشفاروبا

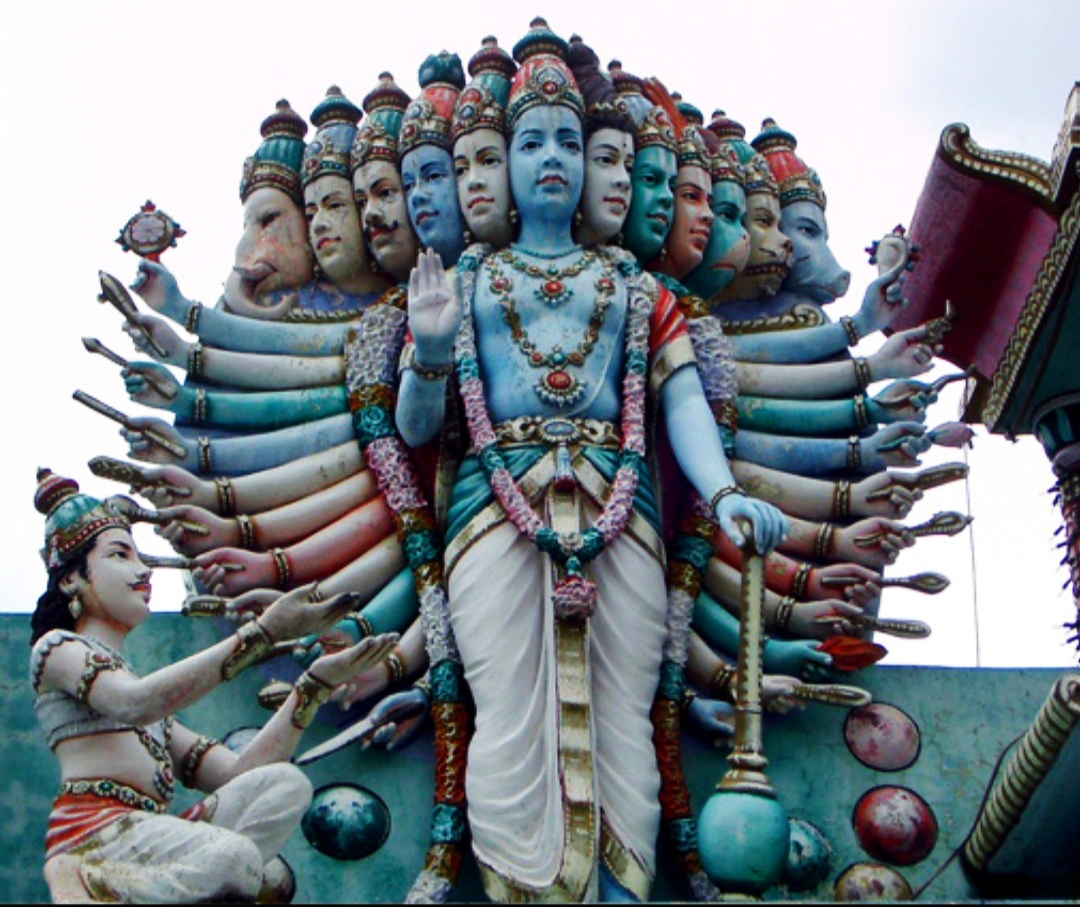
الأمير أرجونا ينحني أمام تَجَسُّد الإله فيشنو-كريشنا بهيئة الفيشفاروبا.

فِيشْفَارُوبَا (بالسنسكريتية: विश्वरूप، بالإنجليزية: Vishvarupa، حرفيًّا: "الهَيْئَة الكَوْنِيَّة")، وتُلْفَظ كذلك فِيشْوَارُوبَا ومعروفة أيضًا باسم فِيرَادْرُوبَا، هي إحدى الهيئات (المظاهر) التي تتسجد بها الآلهة الهندوسية، وكان أكثر ارتباطها بالإله فيشنو في الهندوسية الحديثة. وعلى الرغم من وجود العديد من هيئات الفيشفاروبا، إلا أن أكثرها احتفاءًا هي التي وَرَدَت في كتاب البهاغافاد غيتا، فحسبما ورد في الكتاب كَشَفَتْ كريشنا (أفاتار لفيشنو) عن هذه الهيئة في ملحمة المهابهارتا، حيث ظَهَرَتْ الهيئة للأمير أرجونا أثناء حرب كوروكشترا التي كانت دائرة بين الباندفيون والكوروفيون. وتُعْتَبَر الفيشفاروبا الشكل الأسمى للإله فيشنو، حيث يُوصَف بموجبها بأن الكَوْن ينطوي داخله.